# Episodi di Sanford and Son (seconda stagione)
La seconda stagione della sit-com Sanford and Son è stata trasmessa negli Stati Uniti dal 15 settembre 1972. In Italia questa stagione è trasmessa in prima visione su Italia 1.
| nº | Titolo originale                       | Titolo italiano | Prima TV USA      | Prima TV Italia |
| -- | -------------------------------------- | --------------- | ----------------- | --------------- |
| 1  | By the Numbers                         |                 | 15 settembre 1972 |                 |
| 2  | Whiplash                               |                 | 22 settembre 1972 |                 |
| 3  | The Dowry                              |                 | 29 settembre 1972 |                 |
| 4  | Jealousy                               |                 | 6 ottobre 1972    |                 |
| 5  | Tooth or Consequences                  |                 | 13 ottobre 1972   |                 |
| 6  | The Card Sharps                        |                 | 27 ottobre 1972   |                 |
| 7  | Have Gun, Will Sell                    |                 | 3 novembre 1972   |                 |
| 8  | The Puerto Ricans Are Coming!          |                 | 10 novembre 1972  |                 |
| 9  | The Shootout                           |                 | 17 novembre 1972  |                 |
| 10 | Blood Is Thicker Than Junk             |                 | 24 novembre 1972  |                 |
| 11 | Sanford and Son and Sister Makes Three |                 | 1º dicembre 1972  |                 |
| 12 | A Guest in the Yard                    |                 | 8 dicembre 1972   |                 |
| 13 | Fred & Carol and Fred & Donna          |                 | 15 dicembre 1972  |                 |
| 14 | The Light Housekeeper                  |                 | 22 dicembre 1972  |                 |
| 15 | The Big Party                          |                 | 5 gennaio 1973    |                 |
| 16 | A Visit from Lena Horne                |                 | 12 gennaio 1973   |                 |
| 17 | Lamont Goes African                    |                 | 19 gennaio 1973   |                 |
| 18 | Watts Side Story                       |                 | 26 gennaio 1973   |                 |
| 19 | The Infernal Triangle                  |                 | 3 febbraio 1973   |                 |
| 20 | Pops 'n' Pals                          |                 | 9 febbraio 1973   |                 |
| 21 | Home Sweet Home for the Aged           |                 | 16 febbraio 1973  |                 |
| 22 | Pot Luck                               |                 | 23 febbraio 1973  |                 |
| 23 | The Kid                                |                 | 9 marzo 1973      |                 |
| 24 | Rated X                                |                 | 16 marzo 1973     |                 |